# Jean-Chrysostôme Bruneteau de Sainte-Suzanne
Baron Jean-Chrysostôme Bruneteau de Sainte-Suzanne (* 4. März 1773 in Poivres (Kanton Arcis-sur-Aube); † 2. August 1830 in Clermont-Ferrand) war ein französischer Maréchal de camp und Général de brigade. Er kapitulierte im Jahre 1810 als Gouverneur der Insel Réunion gegenüber einer britischen Invasionsstreitmacht.

## Leben
Jean-Chrysostôme Bruneteau de Sainte-Suzanne entstammte einer Familie des niederen Adels aus der Champagne. Er wurde als Sohn des Offiziers Louis Gilles de Bruneteau und der Françoise de La Mothe d’Haucourt geboren, zu seinen Geschwistern zählten:
- Philippe (1751–1800), Ordensmann in der Abtei von Clairvaux
- Claude François (1757–1824) Herr von Mothet de Sainte-Suzanne, königlicher Leutnant in der
- Gilles Joseph Martin  (1760 – 1830), Generalmajor und Pair von Frankreich
- Alexandre François (1769–1853), Präfekt und Ritter der Ehrenlegion
- Pierre Antoine (1771–1813), Oberst im 9. Chasseur-Regiment

## Militärische Karriere
Bruneteau trat am 10. Juli 1789 in das Régiment d’Anjou ein. Hier wurde er 1791 zum Sous-lieutenant und am 12. Oktober zum Lieutenant befördert. In der Französischen Rheinarmee war er 1792 an der Einnahme von Speyer und Mainz beteiligt. Capitaine wurde er am 18. Oktober 1793 und war als solcher in den Belagerungen von Dünkirchen und Maubeuge sowie mehreren Scharmützeln in der Region dabei. In der Zeit des Grande Terreur wurde er als Adliger aus der Truppe entlassen, aber nach dem Ende der Schreckensherrschaft wieder in die frühere Position eingesetzt. 1796 war Bruneteau Teilnehmer an der Schlacht bei Arcole und 1797 an der Schlacht bei Rivoli im Italienfeldzug. Nach einem Intermezzo bei der französischen Westarmee kehrte Bruneteau im ausgebrochenen Zweiten Koalitionskrieg auf den italienischen Kriegsschauplatz zurück und war an der Schlacht an der Adda beteiligt. In der Schlacht bei Novi wurde er am 18. August 1799 auf dem Schlachtfeld zum Chef de bataillon befördert. Als Teil der Rheinarmee unter ihrem Befehlshaber Jean-Victor Moreau kämpfte er in den Jahren 1800 und 1801 mit seiner Einheit in verschiedenen Gefechten und Schlachten. Bruneteau kämpfte bei Engen, in der Schlacht bei Meßkirch, bei Biberach an der Riß, Nördlingen, Unterhausen, in der Schlacht bei Hohenlinden und 1801 bei Lambach.
Im Jahr 1802 wurde Bruneteau als Kommandant der Infanterie einer militärischen Expedition nach Ostindien bestimmt. Er reiste am 28. Februar 1803 zu den Maskarenen ab. Der Offizier kam im August auf der Insel Mauritius (damals Île de France) an, wo er die Infanterie eines Expeditionskorps bis ins Jahr 1805 übernahm. Am 24. August 1805 erhielt er den Rang eines Colonel zusammen mit dem Befehl über ein Regiment auf der Île de France. Am 9. Oktober 1809 wurde er vom General Decaen zum Gouverneur der heutigen Insel Réunion (damals Île Bonaparte) ernannt. Er bekleidete den Posten bis zur Eroberung der Insel im Mauritiusfeldzug durch die Briten am 8. Juli 1810. Gegen die mehrere tausend Köpfe zählende Invasionsstreitmacht konnte er nur mit rund 300 Infanteristen und rund 300 Leuten der Nationalgarde nichts ausrichten. Dies war der Grund, weshalb er nach großen Verlusten seiner Truppe in den Kämpfen und nachdem die Briten die halbe Inselhauptstadt Saint-Denis eingenommen hatten, kapitulieren musste. Er kehrte danach in die Heimat zurück, wo er im November 1810 eintraf. Eine parlamentarische Untersuchung ergab, dass sein Verhalten im Hinblick auf die Kapitulation der Île Bonaparte „sehr ehrenhaft“ gewesen war und der Rückkehrer erhielt neuerlich am 14. März 1811 ein Kommando über ein Infanterieregiment.
Bruneteaus Name taucht in der Folgezeit im Zusammenhang mit dem napoleonischen Russlandfeldzug 1812 wieder auf. Er kämpfte in der Schlacht um Smolensk, der Schlacht bei Tschaschniki und auch beim Rückzug der Grande Armée in der Schlacht an der Beresina, die für ihn am 27. November 1812 in russischer Gefangenschaft endete. Am 26. Juni 1814 war er wieder zurück in Frankreich, wo er unterdessen in den Stand eines baron de l’Empire in der Noblesse impériale erhoben worden war. In der Zeit der „Ersten Restauration“ beförderte ihn der König am 6. September 1814 zum Maréchal de camp. Vom 11. Dezember 1814 bis 30. März 1815 befehligte Bruneteau die Festung Landau in Landau in der Pfalz.
In der Herrschaft der Hundert Tage schloss sich Bruneteau dem zurückgekehrten Napoleon Bonaparte an, wurde zum Général de brigade (unter Napoleon eine andere Bezeichnung für den Marechal de camp) und am 4. Mai Kommandant der Festung Sélestat im Elsass mit einer 4.000 Mann umfassenden Garnison. Die Festung wurde später von 8–9.000 Mann sächsisch-württembergischer Truppen unter den Generälen Le Coq und Stockmayer zwei Monate lang belagert. Bruneteau verweigerte sich der Übergabe an ausländische Truppen, wehrte zwei direkte Angriffe ab und ging daran, das gegnerische Hauptquartier zu erobern, ehe es zur Übergabe der Festung an König Ludwig XVIII. am 1. Oktober 1815 kam.
In der zweiten Restauration wurde Bruneteau zunächst aus der Armee entlassen. Er leitete in der Folge das Département Corrèze vom 26. Juni bis 18. August 1816 und ein zweites Mal vom 25. Dezember 1816 bis 12. November 1817. Danach wurde er von der Armee wieder aufgenommen und führte bis zum Lebensende Subdivisionen der 19. Militärdivision.
Jean-Chrysostôme Bruneteau de Sainte-Suzanne tötete sich nach der Julirevolution von 1830 durch einen Pistolenschuss in den Kopf am 2. August 1830 selbst.

## Ehrungen und Auszeichnungen
- Ritter der Ehrenlegion am 19. Dezember 1811
- Offizier der Ehrenlegion am 4. Dezember 1816
- Kommandeur der Ehrenlegion am 29. Oktober 1826
- Ritter des Ordre royal et militaire de Saint-Louis am 26. Oktober 1814
- Sein Name ist auf der Liste der Personennamen auf dem Triumphbogen in Paris aufgeführt.